# 2012년 1월 죽음
다음은 2012년 1월에 사망한 저명한 인물 목록이다.
- 1월 1일
  - 댄마크의 가수 아네르스 프란센
  - 북마케도니아의 정치인 키로 글리고로프
  - 영국의 축구감독 게리 아블렛
- 1월 2일
  - 독일의 지휘자 헬무트 뮐러 브륄
  - 대한민국의 승려 지관
  - 미국의 영화배우 실바나 갈라도
- 1월 4일 - 일본의 수학자 마쓰자카 가즈오
- 1월 6일 - 대한민국의 가수 최숙자
- 1월 8일 - 불가리아의 피아니스트 알렉시스 바이센베르크
- 1월 9일 - 기니비사우의 제4대 대통령 말랑 바카이 사냐
- 1월 10일
  - 대한민국의 야구선수 이규환
  - 영국의 정치인 프랭크 쿡
- 1월 11일
  - 대한민국의 성우 나수란
  - 대한민국의 PD 손문권
- 1월 13일
  - 미국의 영화배우 모건 존스
  - 유고슬라비아의 축구선수 밀랸 밀랴니치
  - 터키의 축구선수 레프테르 퀴취칸도니아디스
- 1월 14일 - 일본의 야구선수 호리모토 리쓰오
- 1월 15일 - 대한민국의 법조인 이준승
- 1월 16일 - 네덜란드의 지휘자 구스타프 레온하르트
- 1월 19일 - 캐나다의 스키선수 사라 버크
- 1월 20일 - 미국의 가수 에타 제임스
- 1월 21일 - 조선민주주의인민공화국의 정치인 강영섭
- 1월 22일 - 벨기에의 가수 리타 고르
- 1월 23일 - 미국의 역사가 모리스 마이스너
- 1월 24일
  - 그리스의 영화감독 테오 앙겔로풀로스
  - 독일의 영화배우 바딤 글로브나
  - 미국의 영화배우 제임스 패런티노
  - 이탈리아의 축구선수 조르조 키날리아
- 1월 26일
  - 대한민국의 정치인 신상우
  - 대한민국의 종교인 고정훈
  - 미국의 성우 디미트라 알리스
  - 잉글랜드의 영화배우 이언 애버크롬비
- 1월 29일 - 이탈리아의 제9대 대통령 오스카르 루이지 스칼파로
- 1월 30일 - 대한민국의 외교관 박노영
- 1월 31일 - 미국의 가수 레슬리 카터